# کاستل دی ساسو
کاستل دی ساسو (به ایتالیایی: Castel di Sasso) یک کومونه در ایتالیا است که در استان کسرتا واقع شده‌است.

## خصوصیات
کاستل دی ساسو ۲۰٫۳ کیلومترمربع مساحت و ۱٬۲۰۱ نفر جمعیت دارد و ۲۰۰ متر بالاتر از سطح دریا واقع شده‌است.